# 薩爾耶爾
薩爾耶爾（英語：Salyer）是位於美國加利福尼亞州三一縣的一個非建制地區。該地的面積和人口皆未知。

## 地理
薩爾耶爾的座標為40°53′24″N 123°35′04″W / 40.89000°N 123.58444°W，而該地的平均海拔高度為190米（即620英尺）。